# Pace di Brescia
La pace di Brescia fu il trattato firmato il 24 settembre 1449 che sancì i termini d'armistizio fra la Repubblica Ambrosiana e la Repubblica di Venezia, riconoscendo i diritti di Francesco Sforza.
Un definitivo trattato di pace fu poi siglato il successivo 24 dicembre, questa volta nell'intento di isolare il condottiero.

## Il trattato
Il trattato sancì la cessione al Veneto di Crema e della rispettiva provincia, lasciando ai meneghini solo la piazzaforte della Gera d'Adda.
L'accordo riconosceva il dato di fatto creatosi otto giorni prima, il 16 settembre, quando l'esercito veneto era entrato in città, mentre il 20 il provveditore veneziano Andrea Dandolo aveva concordato i patti di dedizione.